# Terase rižinih polja filipinskih Kordiljera
Terase rižinih polja filipinskih Kordiljera su pet lokaliteta koji su upisani 1995. godine na UNESCO-ov popis mjesta svjetske baštine u Aziji i Oceaniji kao krajolici iznimne ljepote koji svjedoče o jedinstvenom skladu između ljudi i prirode. Zaštićeni lokaliteti su: Terase rižinih polja u Banaue (u koji spadaju dva lokaliteta: Batad, na slici desno, i Bangaan), te Mayoyao, Hungduan i Nagacadan (Kaiangan). 
Posljednjih 2000 godina polja riže filipinske pokrajine Ifugao (administrativno područje Filipinski Kordiljeri) su pratila konfiguraciju planina u duhu svete tradicije koja se prenosila s koljena na koljeno, i krhke društvene ravnoteže. Terase su stoljećima postajale sve više i više i građene su na sve strmijim obroncima (od 700 do 1.500 metara). Ovi kompleksi su građeni kamenim ili blatnim zidovima pažljivo prateći obrise terena kako bi se napravili terasasti bazeni koje su opskrbljivali vodom raskošnim kompleksom sustava navodnjavanja (kanala, brana, istoka i cijevi od bambusa) iz okolnih šumskih  (muyong) i planinskih potoka. Ovaj jedinstven sustav poljoprivrede je primjer velike kulturne tradicije, kontinuiteta i opstojnosti.
Održavanje ovih terasa je oduvijek bio zajednički zadatak cijelih seoskih zajednica koje su morale imati velika znanja o biološkom bogatstvu njihovog ekosustava, lunarnim ciklusima, zonskom planiranju i konzervaciji tla, ali i velikom majstorstvu građevinarstva; sve uokvireno karakterističnim vjerskim ritualima. Jedan od njih je i Hudhud napjev koji je upisan na UNESCO-ov popis nematerijalne svjetske baštine u Aziji i Oceaniji 2008. godine.
No, zbog nedostatka sustavnog nadgledanja ili opsežnog plana uprave, ovi lokaliteti su upisani na popis ugroženih mjesta svjetske baštine 2001., ali su zbog poboljšanja u upravi ispisani s ovog popisa 2012. godine.
Sjeverni Luzon na Filipinima je teško pogodio tajfun Pedrin (Nesat) u utorak 27. rujna 2011. godine. Svojom putanjom je prošao preko pokrajine Ifugao i, prema preliminarnim izvješćima, izazvao je velika klizišta blata na području svjetske baštine terasa rižinih polja filipinskih Kordiljera. Drugi tajfun prešao je preko ovog područja početkom listopada iste godine. Iako pune mjere štete i mogući gubitak života još uvijek nisu poznati, zna se da će očuvanje terasae zahtijevati znatne i usklađene napore i Filipinska vlada s komitetom svjetske baštine istražuje sva moguća sredstva da odgovore na ovu situaciju što je brže moguće.
- Terase rižinih polja u Banaue
- Rižine terase Nagacadan
- Terase Batad
- Terase Sagada
- Bum-bag

## Vanjske poveznice
- Preserving the Ifugao heritage  Arhivirana inačica izvorne stranice od 29. svibnja 2009. (Wayback Machine) inquirer, 23. ožujka 2009. (engl.) Posjećeno 30. ožujka 2011.

|  | Zajednički poslužitelj ima još gradiva o temi Filipinske terase rižinih polja |